# Ron Rich
Ron Rich (* 29. Oktober 1938 in Pittsburgh, Pennsylvania) ist ein US-amerikanischer Schauspieler.

## Leben
Rich begann seine Karriere Mitte der 1960er-Jahre mit kleinen Gastrollen in Fernsehserien wie Gomer Pyle: USMC. 1966 erhielt er seine erste große Filmrolle, als er als American-Football-Spieler Luther „Boom Boom“ Jackson in der Billy Wilder-Filmkomödie Der Glückspilz neben Jack Lemmon und Walter Matthau vor der Kamera stand. Es gelang ihm in der Folge allerdings nicht, als Filmschauspieler in Hollywood Fuß zu fassen, er spielte nur noch in zwei kleineren Filmproduktionen mit Richard Egan in der Hauptrolle. Zudem hatte er einige Gastrollen in Fernsehserien wie Tennisschläger und Kanonen und Kobra, übernehmen Sie.
Von 1968 bis 1969 war er in der Rolle des Jive in einer Off-Broadway-Produktion von Big Time Buck White in insgesamt 124 Aufführungen am Village South Theatre zu sehen. Das Musical schaffte 1969 den Sprung zum Broadway; Rich war dabei einer der wenigen Darsteller, die aus dem Off-Broadway-Ensemble übernommen wurden. Die Rolle des Buck White wurde am George Abbott Theatre von Muhammad Ali dargestellt. Nach nur sieben Vorstellungen wurde das Musical eingestellt.
Rich war 1978 in einer Gastrolle in der Sitcom Taxi letztmals als Schauspieler zu sehen. 1986 trat er einmalig als Filmproduzent hervor. Der in Mexiko produzierten Horror-Komödie Ghostfever mit Sherman Hemsley in der Hauptrolle war jedoch kein kommerzieller Erfolg beschieden; zudem wollte Regisseur Lee Madden seinen Namen nicht mit dem Film in Verbindung gebracht haben, weshalb stattdessen das Pseudonym Alan Smithee verwendet wurde.

## Filmografie
- 1964: The Alfred Hitchcock Hour (Fernsehserie, Folge The Magic Shop)
- 1964: Sieben Tage im Mai (Seven Days in May)
- 1965: Gomer Pyle, U.S.M.C. (Fernsehserie, zwei Folgen)
- 1965: Solo für O.N.C.E.L. (The Man from U.N.C.L.E.; Fernsehserie, drei Folgen)
- 1965/1967: Tennisschläger und Kanonen (I Spy; Fernsehserie, zwei Folgen)
- 1966: Der Glückspilz (The Fortune Cookie)
- 1968: Chubasco
- 1968: Verrückter wilder Westen (The Wild Wild West; Fernsehserie, Folge The Night of the Big Blackmail)
- 1968: Kobra, übernehmen Sie (Mission: Impossible; Fernsehserie, Doppelfolge The Contender)
- 1968: Julia (Fernsehserie, Folge The Champ Is No Chump)
- 1974: Throw Out the Anchor!
- 1978: Taxi (Fernsehserie, Folge One-Punch Banta)
- 1986: Ghostfever (Ghost Fever, als Produzent)

## Broadway
- 1969: Buck White